# Eurybrachys mysorensis
Eurybrachys mysorensis är en insektsart som beskrevs av William Lucas Distant 1914. Eurybrachys mysorensis ingår i släktet Eurybrachys och familjen Eurybrachidae. Inga underarter finns listade i Catalogue of Life.